# Patrick Gallois
Patrick Gallois (Linselles, 1956) es un flautista y director francés de orquesta.

## Biografía
Comenzó sus estudios en el Conservatorio de París a los 17 años, bajo la tutela del afamado flautista Jean-Pierre Rampal; dos años después recibió el Primer Premio.
Con 21 años, se convirtió en el flautista principal de la Orquesta Nacional de Francia bajo la dirección de Lorin Maazel, puesto en el que estuvo entre 1977 y 1984, año en el que decidió iniciar su carrera de flautista en solitario, al que se añadiría más tarde la de director de orquesta.
Gallois ha tocado en compañía de numerosos directores famosos, como Leonard Bernstein, Seiji Ozawa, Pierre Boulez, Karl Böhm, Eugen Jochum y Sergiu Celibidache. También colabora con orquestas de cámara y otros directores como Yuri Bashmet, Natalia Gutman, Peter Schreier, Jörg Demus y el Lindsay String Quartet. Igualmente, ha trabajado con Jean-Pierre Rampal y la arpista Lily Laskine.
Gallois llegó a tener un contrato exclusivo con Deutsche Grammophon y ha grabado también con Naxos. 
Enseña en la Accademia Musicale Chigiana desde hace 1999. 
Desde 2003 hasta 2012 Gallois fue el director de la "Jyväskylä Sinfonia" de Jyväskylä, Finlandia, con la que realizó una gira por Europa y Japón.